# Lamborghini Reventón
O Reventón é o modelo exclusivo da Lamborghini, tendo sido lançado no IAA de 2007 custando $1.320.000. Sua velocidade máxima fora registrada em Dubai, atingindo 338 km/h (222 mph). No lançamento a Lamborghini declarou que apenas 20 Reventóns seriam vendidos ao público, e um outro feito para o museu da marca (Marcado como 0/20). Cada Reventón tem seu número de produção marcado em uma sequência até 20 entre os bancos do motorista e do passageiro.
Apesar do exterior ser novo, quase todos os elementos mecânicos (incluindo o motor) foram tirados do Murciélago LP640. De acordo com a Lamborghini, o exterior do Reventón fora inspirado pelos "mais rápidos aviões".

## Nome
Mantendo a tradição, o nome Reventón fora tirado de um conhecido touro de touradas. O touro que cresceu pelos cuidados da família Don Heriberto Rodríguez, ficou famoso por matar o conhecido toureiro mexicano Félix Guzmán em 1943.

## Aspectos Gerais

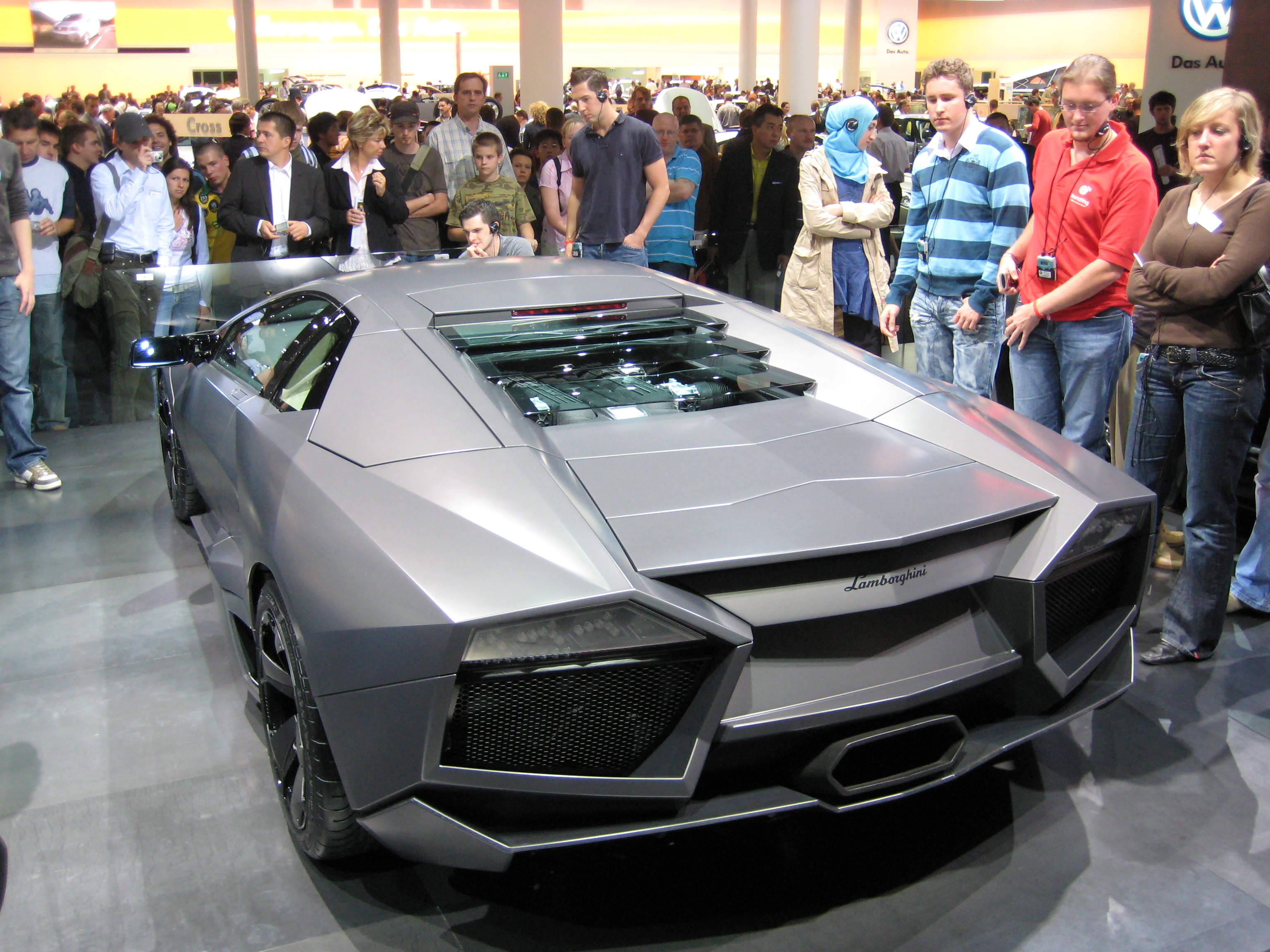
Vista de trás do Lamborghini Reventón.

### Interior
O painel de instrumentos do Reventón tem três monitores LCD com dois modos diferentes. Os instrumentos ficam alojados em um bloco de alumínio sólido protegidos por um invólucro de fibra de carbono. A instrumentação do carro inclui um medidor de força-g, que mostra a intensidade e a direção das forças-g que agem sobre o carro. Os bancos do Reventón são feitos de couro preto e Alcantara marrom.

### Exterior
O Reventón tem um exterior todo em fibra de carbono. Todos os carros tem a mesma cor, descrita pela Lamborghini como: "Cinza meio opaco sem o brilho normal".
A Lamborghini incorporou faróis diurnos ao carro, sete LEDs foram postos nos faróis e permanecem acesos enquanto o carro está em movimento.

## Produção
O primeiro Reventón entregue fora em Las Vegas,rumores indicam que para o magnata árabe Khalid Abdul Rahim.
Em 21 de novembro de 2008, a Lamborghini anuncia que mandou seu ultimo Reventón para um cliente britânico, porém, o site de notícias automotivas CarsUK's afirma que o ultimo Reventón fora enviado para Houston.

## Donos conhecidos
Dos 20 carros produzidos, 10 foram enviados para os Estados Unidos, 7 para a Europa, 1 para o Canadá e 2 para a Ásia.
Dentre os donos confirmados estão o presidente Chechêno, Ramzan Kadyrov, o colecionador de carros Ken Lingenfelter, o apresentador norte americano Jay Leno. Hugh McAuley fora o comprador da segunda Reventón produzida, porém, logo a vendeu a sua revendedora de Lamborghinis.
O terceiro carro fora comprado por Meng Faie Ng em Vancouver, após ele ganhar um dos maiores prêmios da loteria canadense. ($50 milhões).

## Modelo Roadster

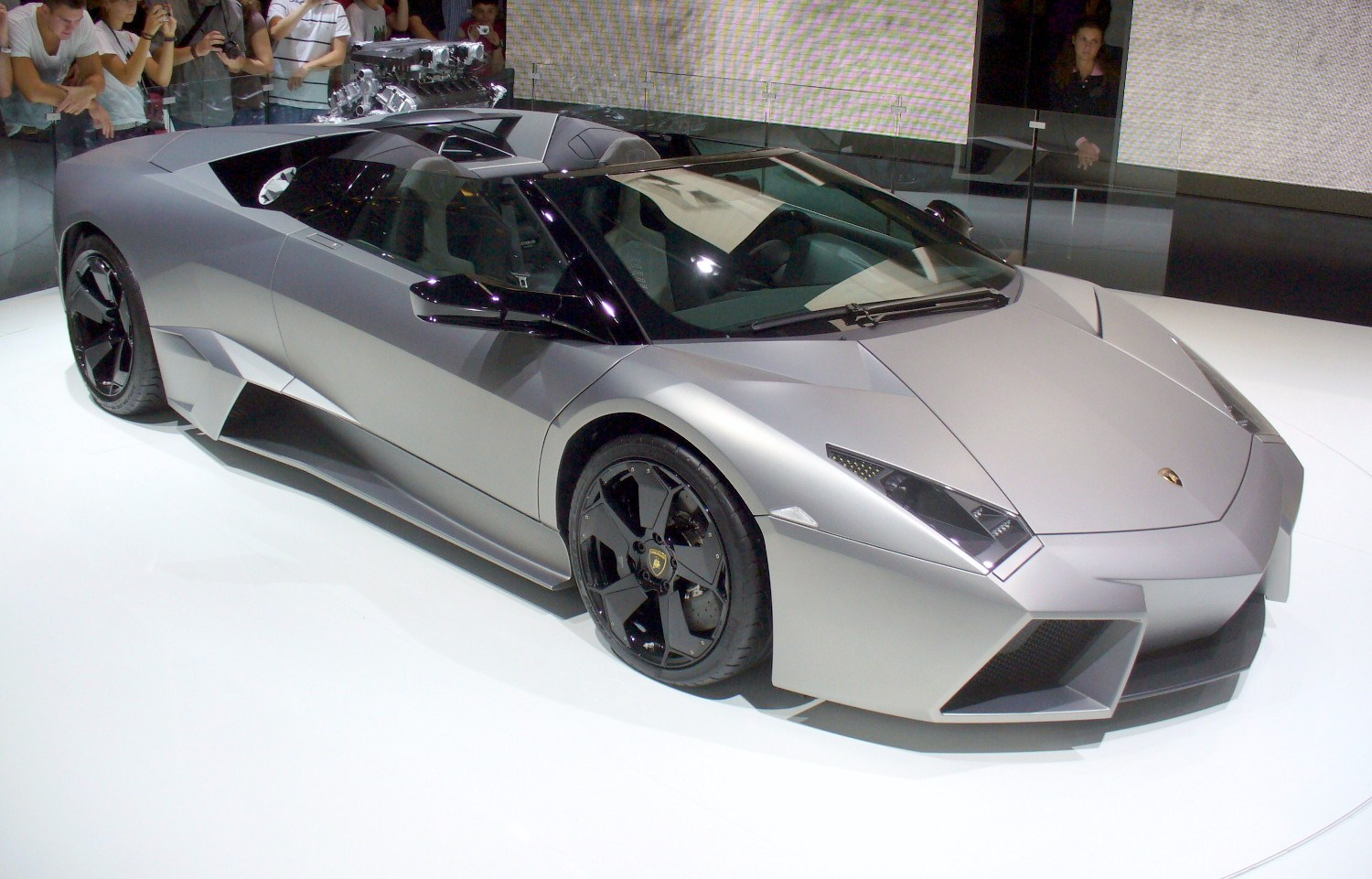
The Reventón Roadster

Um modelo Roadster do carro fora apresentado no Frankfurt Motor Show de 2009. O carro tem o motor da Murciélago LP 670-4 SuperVeloce. Sua produção foi de apenas 15 exemplares custando $1.250.000 à $1.750.000. O modelo roadster é mais lento que o coupé, tendo uma velocidade máxima de 330 km/h (205 mph), fazendo de 0 a 100 km/h em 3.4 segundos. O modelo conta com um motor de 6.5 litros (6496cc) 670 hp e de torque 660 Nm e pesa 1690Kg.
Os donos desse modelo incluem o cantor nascido em Hong-Kong Aaron Kwok e o estilista norte americano Ralph Lauren.

## Aparição em jogos
O Reventón é um carro presente no Forza Motorsport 4 e no Forza Horizon, títulos exclusivos do Xbox 360. O jogo que tem os carros descritos pelo apresentador do programa Top Gear Jeremy Clarkson, fora descrito como sendo tão raro, "...que você tem mais chances de ver um unicórnio".
Outra aparição desta lenda é no NFS Hot Pursuit em 2010.
Mais recentemente foi incluído por meio de DLC no jogo Drive Club, da produtora Evolution Studios exclusivo para PS4.